# Margherita Lambertenghi
Margherita Lambertenghi (Como, 1370 – Milano, 1454 circa) è stata una religiosa italiana che si è distinta per il contributo dato all’istituzionalizzazione delle comunità religiose femminili di San Marco nel Borgo di Vico a Como e Santa Marta a Milano nella prima metà del XV secolo.

## Vita
La principale fonte che oggi consente di ricostruire la vita di Margherita Lambertenghi è un memoriale scritto da lei stessa in volgare lombardo, nell'ambito di una vertenza che negli anni Quaranta del XV secolo coinvolse il monastero di Santa Marta di Milano e quello di San Marco di Borgovico presso Como. Il memoriale è ricco d'informazioni autobiografiche ed è custodito presso l'Archivio di Stato di Milano.
Margherita apparteneva a una famiglia di elevata condizione sociale. Suoi genitori furono Ugolino e Leonarda Scotti di Varenna; inoltre aveva due fratelli, Francesco e Giovanni, e alcuni nipoti, tra i quali Franceschina Lambertenghi, figlia di Giovanni, e Giovanna Raimondi di Nicololo. Margherita fu sposata con Pietro Paolo Raimondi, esponente di una famiglia di rilievo della città di Como.
In seguito alla morte del marito, Margherita si stabilisce presso una comunità di donne raccolta presso la chiesa di S. Marco, frequentata dalla Lambertenghi sin dalla giovinezza. Il memoriale informa che la comunità, guidata dal parroco Nicola Ferrari, accoglieva vedove appartenenti a famiglie di elevata condizione desiderose di vivere devotamente; su consiglio di prete Nicola, Margherita prende la decisione di rinunciare al mondo per servire Dio.
Nel 1405 Margherita per allontanarsi dagli scontri tra guelfi e ghibellini che si sono scatenati nella sua città natale si rifugia presso il monastero di Santa Marta a Milano, altra comunità di donne di alto ceto sociale. Sotto la guida della Lambertenghi come ministra, le sorores milanesi ottengono il canonico riconoscimento del loro proposito di vita nel marzo del 1430.
Da Milano, Margherita contribuisce all'istituzionalizzazione del convento dedicato all'Annunciata, fondato da sette devote a Pavia nel 1408. Dopo il 1430 la donna s'impegna nella riorganizzazione di S. Marco in Borgovico, che nel 1446 il pontefice Eugenio IV riconosce come monastero, assegnando alle religiose la regola agostiniana e le stesse prerogative di S. Marta e della domus dell'Annunciata di Pavia. Le iniziative della Lambertenghi però non risultano gradite ad alcune religiose comasche che mettono in dubbio la regolarità del suo operato, in quanto Eugenio IV ha di fatto sottoposto S. Marco al convento milanese sotto il controllo di Margherita.
È nell'ambito di questa vertenza che probabilmente viene composto il già ricordato memoriale. In esso, a proposito delle accuse d’illegittimità da parte delle consorelle comasche, la Lambertenghi giustifica i suoi interventi nella vita della domus comasca con il profondo senso di appartenenza alla comunità, che l'hanno indotta a cospicui investimenti nella ristrutturazione e nell'ampliamento degli edifici, insieme a Marco e Giovanni Lambertenghi. Attraverso il memoriale si apprende anche che Margherita ha incontrato l’opposizione di Marta Capra, che si è messa alla guida di alcune sorores del convento di Como, contrarie alla dipendenza da Santa Marta, e in questo clima di criticità, alcune religiose comasche non hanno accettato Simonina Agatapani, monaca di S. Andrea di Brunate, che negli anni Trenta con l'approvazione di Margherita si era trasferita presso San Marco. Il gruppo di sorores guidato da Marta Capra espelle alcune consorelle ed elegge la comasca Margherita Vaccani come nuova superiora ma viene scomunicato su richiesta delle espulse, in seguito al procedimento giudiziario che nel 1448 si risolve a favore di Margherita, attraverso il riconoscimento della subordinazione di San Marco al convento di Santa Marta.
Nel 1452, infine, Margherita Lambertenghi  affida San Marco ad alcune monache di Santa Marta guidate da Prudenza Casati, che ottiene dalla sede apostolica l'autonomia dal convento milanese, quasi simultaneamente alla morte di Margherita avvenuta nel 1454.